# セイファース・ギルバート増炭反応

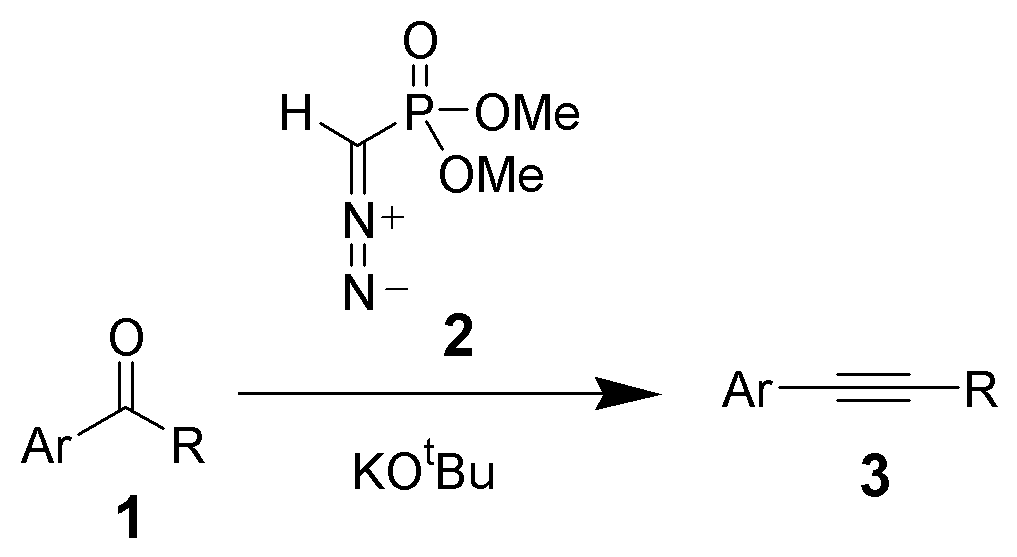
セイファース・ギルバート増炭反応の一般式

セイファース・ギルバート増炭反応（セイファース・ギルバートぞうたんはんのう、英語: Seyferth–Gilbert homologation）とは有機合成化学において、アリールケトン 1またはアルデヒドを、α-ジアゾホスホネート化合物 2を用いて1炭素増炭したアルキン 3に変換する化学反応のことである。この化合物 2はセイファース・ギルバート試薬、あるいは単にギルバート試薬と呼ばれる。

## 反応機構
ギルバート試薬Aを強塩基で処理することで中間体Bが生成する。これがウィッティヒ反応と同様に四員環状のオキサホスフェタン中間体を経たのち、さらにジアゾ基の脱離、カルベンGの1,2-転位によってアルキンHが生成する。

## 大平・ベストマンの変法
ギルバート試薬のプロトンを引き抜くためには、カリウム tert-ブトキシドのような強い塩基が必要である。一方、大平とベストマンは、下のようにアセチル基を有するα-ジアゾホスホネート化合物（大平・ベストマン試薬、またはベストマン試薬と呼ばれる）を用いることで、炭酸カリウムのようなより穏和な条件下で反応が進行することをそれぞれ独立して報告している。特にアルデヒドから大平・ベストマン試薬を用いて末端アルキンを合成する場合は収率が高いことが多く、天然物の全合成などにも汎用されている。
反応機構としては、炭酸カリウム・メタノールで生じたカリウムメトキシドがアセチル基を引き抜き、系中で中間体Bが生成すると考えられる。なお大平・ベストマン試薬は、2-オキソプロピルホスホン酸ジメチルとトシルアジドから容易に調製可能である。